# Ejal Berkowic
Ejal Berkowic (hebr. אייל ברקוביץ', ur. 2 kwietnia 1972 w Naharijja) – izraelski piłkarz grający na pozycji ofensywnego pomocnika. Jest starszym bratem Nira Berkovica, zawodnika m.in. Maccabi Hajfa i Maccabi Tel Awiw.

## Kariera klubowa
Berkovic urodził się w miejscowości Naharijja, położonej na północy Izraela. Karierę piłkarską rozpoczął w Hajfie, w tamtejszym klubie Maccabi Hajfa. W sezonie 1989/1990 zadebiutował w jego barwach w rozgrywkach pierwszej ligi izraelskiej, jednak w pierwszym swoim sezonie zaliczył tylko dwa spotkania. W sezonie 1990/1991 był już podstawowym zawodnikiem Maccabi i wywalczył z nim swój pierwszy w karierze tytuł mistrza kraju. Zdobył też wówczas Puchar Izraela. Krajowy puchar Ejal wygrywał jeszcze dwukrotnie w latach 1993 i 1995, a w sezonie 1993/1994 drugi raz został mistrzem Izraela. W Maccabi grał do końca sezonu 1995/1996 i w koszulce tego zespołu wystąpił w 128 ligowych spotkaniach, w których zdobył 25 goli.
W październiku 1996 roku Berkovic wyjechał z Izraela do Wielkiej Brytanii. Podpisał wówczas kontrakt z angielskim Southampton F.C. W Premiership zadebiutował 13 października w zremisowanym 1:1 meczu z Coventry City. Najbardziej udane dla Ejala było spotkanie z Manchesterem United, wygrane przez „Świętych” 6:3. Zawodnik z Izraela zaliczył w nim dwa trafienia i dołożył trzy asysty. Ogółem w całym sezonie zdobył 4 gole w 28 rozegranych spotkaniach.
30 lipca 1997 roku Ejal odszedł z Southampton i za 1,7 miliona funtów trafił do stołecznego West Ham United. W drużynie „Młotów” po raz pierwszy wystąpił 9 sierpnia przeciwko Barnsley F.C. - mecz ten wygrał klub z Londynu 2:1. W sezonie 1997/1998 zdobył 7 goli dla WHU, a w kolejnym - 3. W 1999 roku pobił się na treningu z walijskim napastnikiem Johnem Hartsonem. Na kopnięcie w nogę Walijczyk odpowiedział ciosem w twarz Berkovica, za co został ukarany grzywną.
Jeszcze latem 1999 izraelski pomocnik odszedł z West Hamu. Za 5,5 miliona funtów został sprzedany do szkockiego Celtiku, prowadzonego wówczas przez menedżera Johna Barnesa. W Scottish Premier League swój pierwszy mecz rozegrał 1 sierpnia przeciwko Aberdeen F.C., wygrany przez „The Boys” 5:0. W swoim pierwszym sezonie spędzonym na Celtic Park był podstawowym zawodnikiem i strzelił 9 goli będąc trzecim najlepszym strzelcem klubu po Marku Viduce i Marku Burchillu. Został wicemistrzem Szkocji, jednak po odejściu Barnesa, a potem jego następcy Kennetha Dalglisha nie zdołał wywalczyć miejsca w składzie, a Martin O’Neill odsunął go od drużyny Celtiku.
W lutym 2001 Berkovic ostatecznie zmienił barwy klubowe i został zawodnikiem Blackburn Rovers, grającego wówczas w Division One. Do klubu z Ewood Park został wypożyczony na pół roku. 10 lutego wystąpił w przegranym 1:2 meczu z Nottingham Forest, który był jego pierwszym w koszulce Rovers. Do końca sezonu zdobył jednego gola i awansował z Blackburn do Premiership. Latem 2001 trafił jednak do innej drużyny z Division One, Manchesteru City. Kierownictwo „The Blues” zapłaciło za niego 1,5 miliona funtów, a izraelski piłkarz w nowej drużynie zadebiutował 1 sierpnia 2001. Występ przeciwko Watfordowi (3:0) uwieńczył golem. W 2002 roku awansował z City do Premiership i grał w niej przez półtora roku. Jesienią 2003 stracił miejsce w podstawowym składzie i po rozegraniu 4 spotkań podpisał kontrakt z Portsmouth F.C. (debiut: 10 stycznia w wygranym 4:2 meczu z Manchesterem City). W Portsmouth grał do lata 2005.
W 2005 roku wrócił do Izraela po 9 latach gry na Wyspach Brytyjskich. Trafił do Maccabi Tel Awiw, pomimo otrzymania oferty z Crystal Palace F.C. W Maccabi rozegrał 25 meczów i zdobył 2 gole. 7 maja 2006 ogłosił zakończenie piłkarskiej kariery. Latem tamtego roku został zatrudniony na stanowisku menedżera Maccabi Netanja, jednak na tym stanowisku pracował tylko przez dwa miesiące.
| Sezon   | Klub             | Kraj    | Rozgrywki               | Mecze | Bramki |
| ------- | ---------------- | ------- | ----------------------- | ----- | ------ |
| 1989/90 | Maccabi Hajfa    | Izrael  | Ligat ha’Al             | 2     | 0      |
| 1990/91 | Maccabi Hajfa    | Izrael  | Ligat ha’Al             | 31    | 6      |
| 1991/92 | Maccabi Hajfa    | Izrael  | Ligat ha’Al             | 28    | 4      |
| 1992/93 | Maccabi Hajfa    | Izrael  | Ligat ha’Al             | 32    | 7      |
| 1993/94 | Maccabi Hajfa    | Izrael  | Ligat ha’Al             | 38    | 10     |
| 1994/95 | Maccabi Hajfa    | Izrael  | Ligat ha’Al             | 29    | 5      |
| 1995/96 | Maccabi Hajfa    | Izrael  | Ligat ha’Al             | 29    | 3      |
| 1996/97 | Southampton F.C. | Anglia  | Premiership             | 28    | 4      |
| 1997/98 | West Ham United  | Anglia  | Premiership             | 35    | 7      |
| 1998/99 | West Ham United  | Anglia  | Premiership             | 30    | 3      |
| 1999/00 | Celtic F.C.      | Szkocja | Scottish Premier League | 28    | 9      |
| 2000/01 | Celtic F.C.      | Szkocja | Scottish Premier League | 5     | 0      |
| 2000/01 | Blackburn Rovers | Anglia  | Division One            | 11    | 2      |
| 2001/02 | Manchester City  | Anglia  | Division One            | 25    | 6      |
| 2002/03 | Manchester City  | Anglia  | Premiership             | 27    | 1      |
| 2003/04 | Manchester City  | Anglia  | Premiership             | 4     | 0      |
| 2003/04 | Portsmouth F.C.  | Anglia  | Premiership             | 11    | 1      |
| 2004/05 | Portsmouth F.C.  | Anglia  | Premiership             | 11    | 1      |
| 2005/06 | Maccabi Tel Awiw | Izrael  | Ligat ha’Al             | 25    | 2      |

## Kariera reprezentacyjna
W reprezentacji Izraela Berkovic zadebiutował 12 lutego 1992 roku w przegranym 1:2 towarzyskim spotkaniu z reprezentacją Wspólnoty Niepodległych Państw. 3 marca zdobył swoją pierwszą bramkę w kadrze narodowej, a Izrael pokonał 2:1 w sparingu drużynę Cypru. Przez 12 lat był podstawowym zawodnikiem Izraela i rozegrał dla drużyny narodowej 82 mecze i strzelił 14 goli. Po raz ostatni dla izraelskiego zespołu wystąpił w kwietniu 2004 w meczu przeciwko Mołdawii (1:1).